# Franck Dhersin
Franck Dhersin , né le 18 juin 1962 à Mazingarbe (Pas-de-Calais), est un homme politique français.

## Biographie
Franck Dhersin est maire divers droite de Téteghem (Nord) de 1991 à 2001, année où il laisse son siège à son premier adjoint afin de se présenter aux municipales à Dunkerque sous l'étiquette DL où il est battu de peu par le socialiste Michel Delebarre. En 2005, à la suite d'une élection municipale partielle, il est réélu maire (UMP) de Téteghem.
Il est élu député le 27 septembre 1998, à l'âge de 36 ans, succédant à Michel Delebarre touché par le cumul des mandats, lors d'une élection législative partielle, dans la treizième circonscription du Nord. Il obtient au second tour 50,81 % des voix face au candidat PS André Delattre, dans une circonscription pourtant censée acquise à la gauche. Il intègre alors le groupe Démocratie Libérale et Indépendants à l'Assemblée Nationale. Candidat à sa propre succession, il est battu en 2002 et en 2007 par Michel Delebarre.
Il est brièvement conseiller régional dans la région Nord-Pas-de-Calais de 1998 à 1999 pour l'UDF.
En 1998, il est élu conseiller général du Nord à la suite de Claude Prouvoyeur par le  canton de Dunkerque-Est. Candidat à un nouveau mandat, il est battu par Danièle Thinon (adjointe au maire de Malo-les-Bains) en 2004.
Il est délégué général de l'UMP et conseiller auprès d'Alain Juppé de 2002 à 2004, puis chef de cabinet du ministre du logement et de la ville de 2004 à 2006 à savoir Marc-Philippe Daubresse. Il est ensuite conseiller de Nicolas Sarkozy, Président de la République française de 2007 à 2012.
En 2008, il intègre le groupe Vinci comme directeur des relations institutionnelles. La collaboration entre l'entreprise et l'élu cesse au début de l'année 2014 car ce dernier soutient ouvertement un candidat à la mairie de Dunkerque opposé à un projet d'arena communautaire dont l'entreprise espère obtenir la réalisation. Il crée alors un cabinet de conseil.
Le 17 avril 2014, il devient vice-président de la Communauté urbaine de Dunkerque, chargé des compétences relatives au Tourisme et aux Loisirs.
Présent sur la liste conduite par Xavier Bertrand pour l'élection régionale de 2015 en Nord-Pas-de-Calais-Picardie, il devient Conseiller régional après la victoire de celui-ci. À la suite du remaniement au sein de l'exécutif régional, il devient vice-président chargé des transports le 23 novembre 2017, succédant ainsi à Gérald Darmanin. Il quitte LR comme Xavier Bertrand le même mois.
Le 24 septembre 2023, il est élu sénateur du Nord pour le groupe Horizons,.
Pour respecter le cumul de mandat, Lors du conseil municipal le 19 octobre 2023 il laisse son mandat de Maire de Téteghem-Coudekerque-Village à Michel Pesch et devient conseiller municipal.

## Mandats
- 1991-2001 : Maire de Téteghem (Nord)
- 1998-2002 : Député de la treizième circonscription du Nord
- 1998-2004 : Conseiller général du canton de Dunkerque-Est.
- 2005-2015 : Maire de Téteghem (Nord)
- 2014-2023 : Vice-président de la Communauté urbaine de Dunkerque
- 2017-2023 : Vice-président de la Région des Hauts-de-France
- 2016 2023 : Maire de Téteghem-Coudekerque-Village[15]
- Depuis 2016 : Conseiller régional de la Région des Hauts-de-France
- Depuis 2023 : sénateur du Nord.
- Depuis 2023 : Conseilller municipal de Téteghem-Coudekerque-Village[16].